# Gallatin County, Montana
Gallatin County är ett administrativt område i delstaten Montana, USA, med 89 513 invånare. Den administrativa huvudorten (county seat) är Bozeman.
Del av Yellowstone nationalpark ligger i countyt.

## Geografi
Enligt United States Census Bureau så har countyt en total area på 6 817 km². 6 750 km² av den arean är land och 67 km² är vatten.

### Angränsande countyn
- Madison County - väst
- Jefferson County - nordväst
- Broadwater County - nord
- Meagher County - nordost
- Park County - öst
- Park County, Wyoming - sydost
- Teton County, Wyoming - sydost
- Fremont County, Idaho - sydväst

### Orter
- Amsterdam
- Bozeman (huvudort)